# L'Île au trésor (film, 1986)
Pour les articles homonymes, voir L'Île au trésor (homonymie) et Treasure Island.
Pour plus de détails, voir Fiche technique et Distribution.
L’Île au trésor est un film français, américain et britannique de Raoul Ruiz librement inspiré du roman homonyme de Robert Louis Stevenson. Présenté pour la première fois en France en 1986 au Centre Georges-Pompidou, il n'est sorti en salles qu'en 1994.

## Synopsis
Un groupe de riches oisifs s'occupent en reconstituant l'Île au trésor dans une sorte de jeu de rôle grandeur nature violent où les perdants meurent pour de vrai.

## Fiche technique
- Titre original : Treasure Island
- Titre français : L'Île au trésor
- Réalisation : Raoul Ruiz
- Scénario : Raoul Ruiz d'après l'œuvre de Robert Louis Stevenson
- Direction artistique : Zé Branco
- Costumes : Isabel Branco
- Photographie : Acácio de Almeida
- Montage : Valeria Sarmiento, Rudolfo Wedeles
- Musique : Jorge Arriagada
- Son : Joaquim Pinto, Alain Garnier (mixage)
- Production : Paulo Branco, Paulo De Sousa, António Vaz da Silva
- Production : Les Films du passage, Cannon International, BFI Production
- Pays d'origine :  France,  États-Unis ,  Royaume-Uni
- Langue : anglais
- Format : Couleur - 35 mm - son mono

- Genre : aventures, fantasy

- Durée : 115 minutes
- Dates de sortie :
  - France : 1986 (Centre Georges-Pompidou) ; 15 juin 1994 (sortie nationale)[1]

## Distribution
- Melvil Poupaud : Jim Hawkins
- Martin Landau : le vieux capitaine
- Vic Tayback : Long John Silver
- Lou Castel : le docteur / le père
- Jeffrey Kime : Timothy
- Anna Karina : la mère
- Sheila : la tante
- Jean-François Stévenin : le rat
- Charles Schmidt : l'aveugle
- Jean-Pierre Léaud : Midas
- Yves Afonso : le capitaine français
- Pedro Armendáriz Jr : Mendoza
- Tony Jessen : Ben Gunn
- Michel Ferber : Crabb